# جمال بك كشمير
جمال بك كشمير (بالتركية: Cemal Keşmir)‏ هو سياسي عثماني، تولى منصب ناظر الداخلية عام 1919.

## مناصبه
تولى المناصب التالية:
- ناظر الداخلية  [لغات أخرى]‏ (1919–1919)
- ناظر التجارة والزراعة  [لغات أخرى]‏ (1920–1920)